# Isla Grande de Chiloé

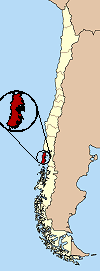
Situación de la isla en Chile.

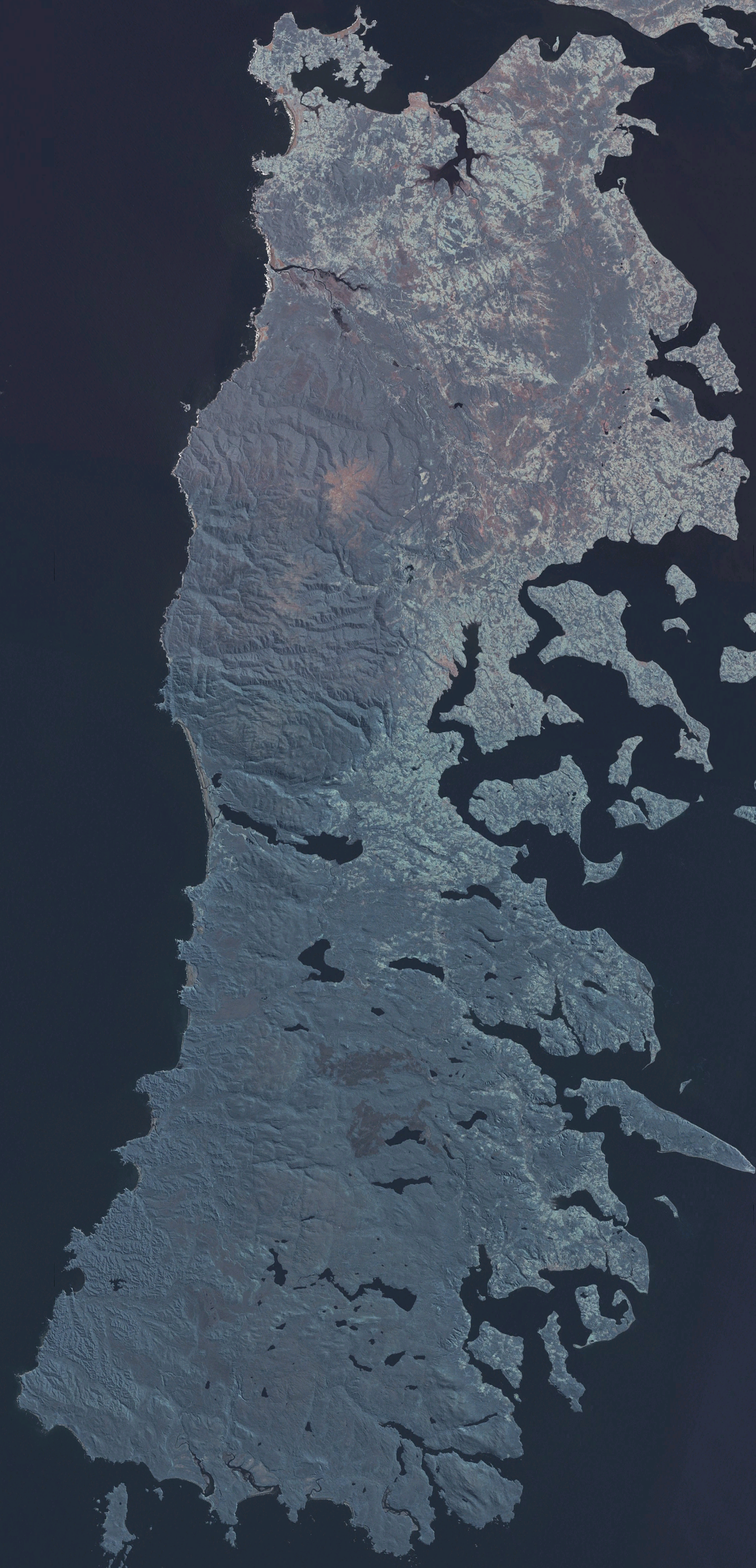
Isla Grande de Chiloé.

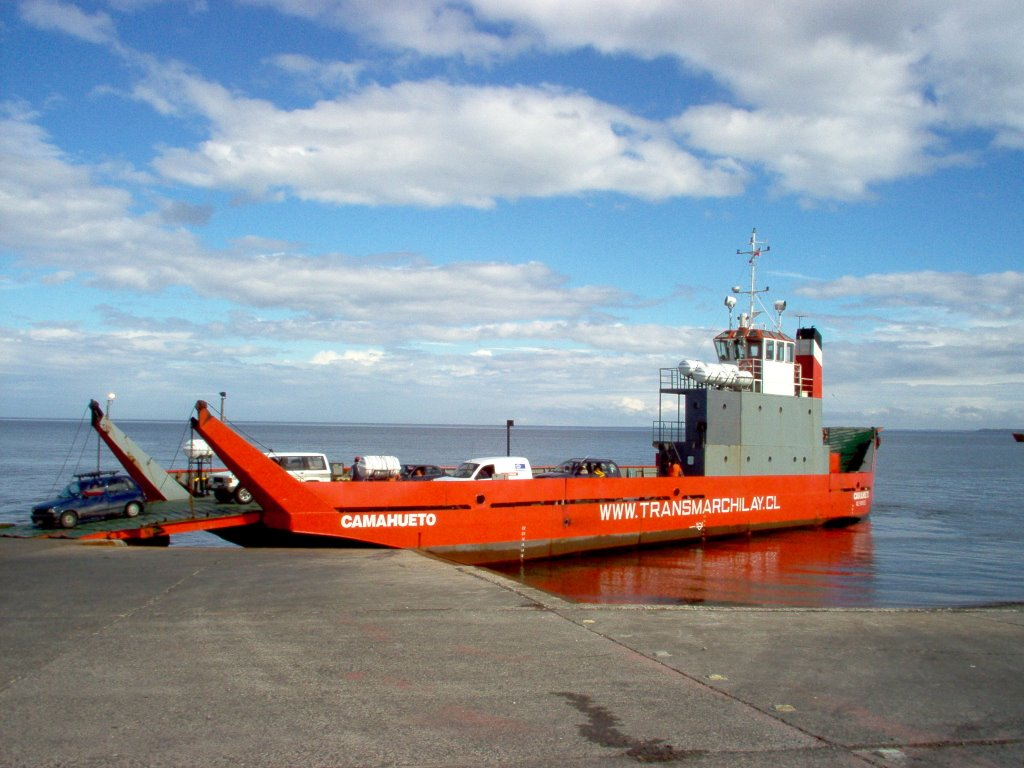
Transbordador luego de cruzar el canal de Chacao.

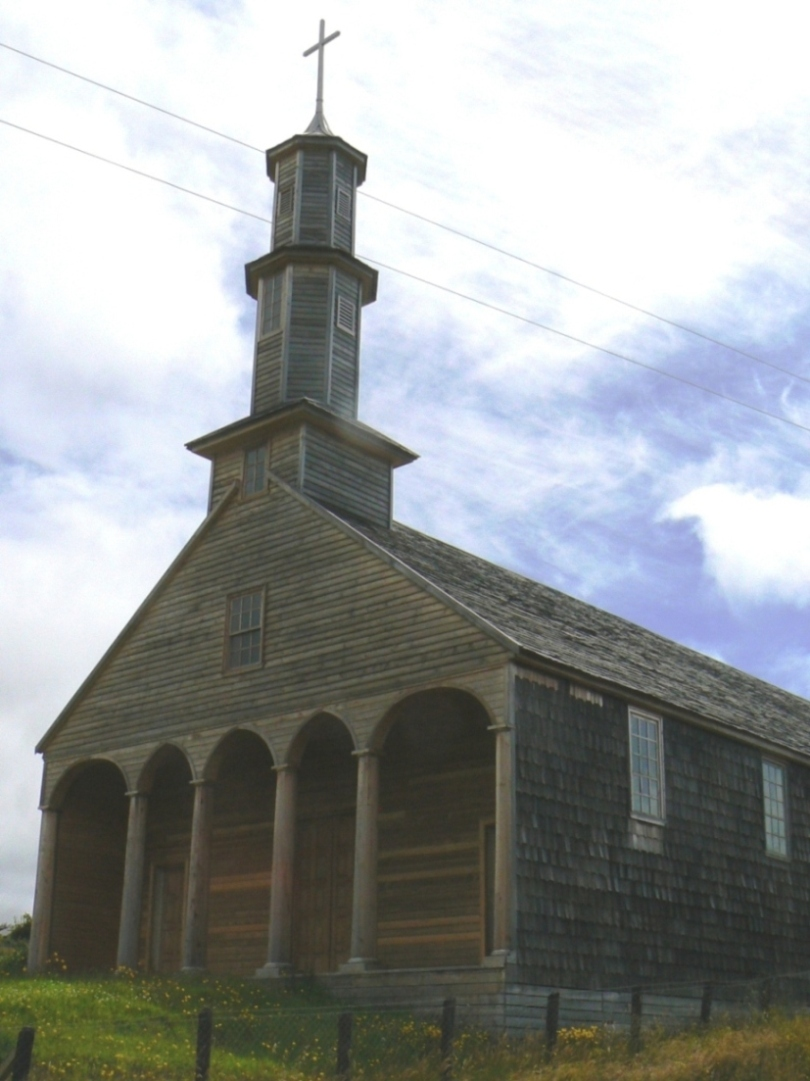
Iglesia de Vilupulli, construida a más tardar a principios del.

La isla Grande de Chiloé es la mayor de las islas que integran el archipiélago de Chiloé, un conjunto insular situado en la Región de Los Lagos, en el sur de Chile. Esta isla cuenta con una longitud de 180 kilómetros, de norte a sur, y un ancho promedio de 50 km. Su superficie es de casi 9000 km². Es atravesada de norte a sur por la cordillera de la Costa, que recibe los nombres locales de cordillera del Piuchén —o de San Pedro— en su parte norte, y de Pirulil, en el sector austral.
El área se caracteriza por su gran actividad marítima, por la fuerte religiosidad —manifestada en sus iglesias y festividades—, por sus artesanías en fibras, lana y madera, por su alfarería, por las construcciones en palafitos y, principalmente, por las tradiciones culturales y mitológicas de sus habitantes.
Se accede a la isla, desde el norte, por la ruta 5 Panamericana, a través de un transbordador que se toma en Pargua, que cruza el Canal de Chacao y después de unos 25 a 30 minutos de navegación se arriba a la localidad de Chacao. 
Desde el año 2012 el aeródromo Mocopulli, en la comuna de Dalcahue, permite vuelos de aerolíneas comerciales desde y hacia Santiago en el continente.

## Historia
A la llegada de los españoles, la isla estaba poblada por chonos, huilliches y cuncos. Los chonos eran cazadores y recolectores nómadas que se desplazaban en embarcaciones llamadas dalcas, mientras los otros dos pueblos se dedicaban al cultivo de papas, maíz y porotos y a la ganadería de llamas.
En 1540, Alonso de Camargo avistó las costas de Chiloé mientras viajaba al Perú. En una expedición organizada por el obispo de Plasencia Gutierre de Vargas y Carvajal, el capitán Francisco de Ulloa llegó al Canal de Chacao en 1553 y recorrió las islas del archipiélago. 
En 1558, García Hurtado de Mendoza inició otra expedición que culminó en la posesión de estas islas para la Corona española. En 1567 comenzó el proceso de conquista en Chiloé, fundándose la ciudad de Castro. La isla fue originalmente bautizada con el nombre de Nueva Galicia, pero ese término no prosperó y se mantuvo la voz huilliche Chiloé, que significa "lugar de chelles" (una gaviota blanca con la cabeza negra).
Los jesuitas, encargados de la evangelización, construyeron capillas por todo el archipiélago; para 1767 ya había 79, y actualmente se pueden encontrar más de 150 templos de madera al estilo tradicional, muchas de ellas declaradas Patrimonio de la Humanidad por la UNESCO. Tras la expulsión de la población jesuita en 1767, la Orden Franciscana asumió la asistencia religiosa de la isla desde 1771.
Debido a que dependía directamente del Virreinato del Perú, el proceso de independencia de Chile pasó inadvertido en Chiloé y, de hecho, fue uno de los últimos reductos españoles en Sudamérica. Pasó a formar parte de dicho país recién 1826, mediante el Tratado de Tantauco, 8 años después de la Independencia y tras las campañas fallidas de 1820 y 1824). A partir de 1843, un gran número de chilotes emigraron a la Patagonia en busca de trabajo, principalmente a Punta Arenas pero al mejorar las condiciones de vida y trabajo en la isla en el siguiente siglo esa migración empezó a disminuir gradualmente.
En el siglo XIX fue centro de abastecimiento de los balleneros extranjeros, especialmente franceses. Desde mediados del siglo XIX y hasta principios del siglo XX, Chiloé fue el principal productor de durmientes para ferrocarriles en todo el continente. A partir de entonces, comenzaron a formarse nuevos pueblos para dedicarse a la industria, así nacieron Quellón, Dalcahue, Chonchi y Quemchi. Desde 1895 se fueron entregando tierras a colonos europeos y también a grandes industrias productoras. 
Con el auge de la ganadería, se comenzó a ocupar la zona interior de las islas, pues antes solo se ocupaban las costas. Con la construcción del ferrocarril entre Ancud y Castro en 1912 se completó la ocupación de las tierras interiores de la isla. Este ferrocarril quedó fuera de servicio luego de sufrir daños en el terremoto de Valdivia de 1960.
A finales del siglo XX, Chiloé siguió el modelo impuesto en todo Chile y experimentó cambios en sus sistemas de vida. Las nuevas empresas de acuicultura, como las salmoneras, trajeron beneficios para los chilotes, como la generación de empleos, pero también problemas, como la alteración de los ecosistemas.
En 1972 se presentó promulgó por primera vez una ley en referencia al proyecto de construcción de un puente que permitiera unir la Isla Grande con el territorio continental, idea promovida por el entonces diputado por la zona Félix Garay. La idea de la construcción de este viaducto solo comenzaría a concretarse durante el gobierno de Ricardo Lagos el que lanzó el proyecto como parte de las obras para celebrar el Bicentenario del país. Sin embargo, durante 2006, el proyecto del Puente Bicentenario fue cancelado luego que el costo estimado superara con creces lo presupuestado inicialmente. Actualmente el proyecto del puente se encuentra en curso.
En 2012, la Organización de Naciones Unidas reconoció los esfuerzos de los Chilotes para preservar su patrimonio agrícola. Gracias a las investigaciones genéticas han demostrado que la mayoría de las papas que se cultivan en el mundo provienen de variedades nativas del archipiélago de Chiloé.

## Ciudades

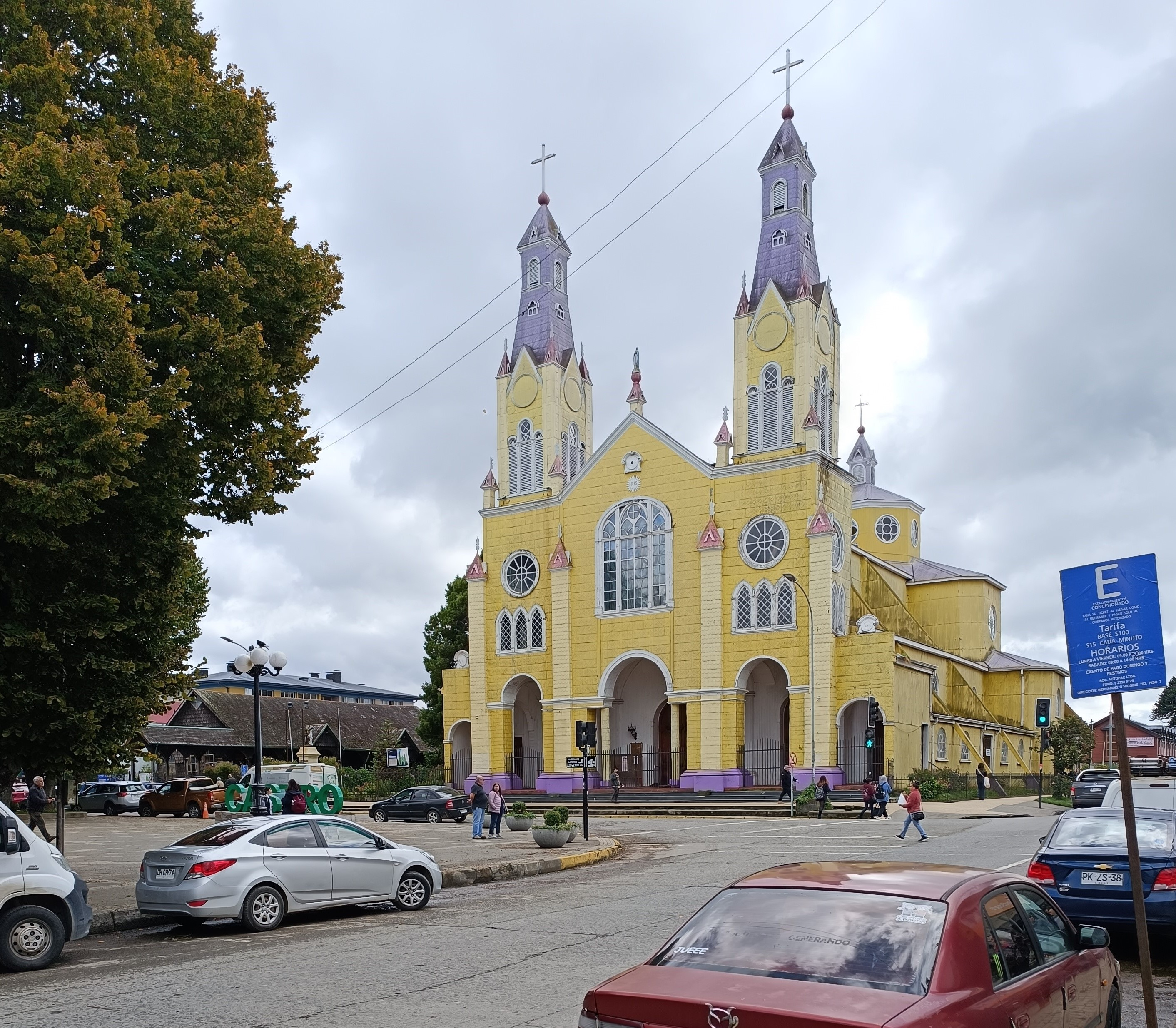
Iglesia San Francisco, plaza de Armas de Castro.

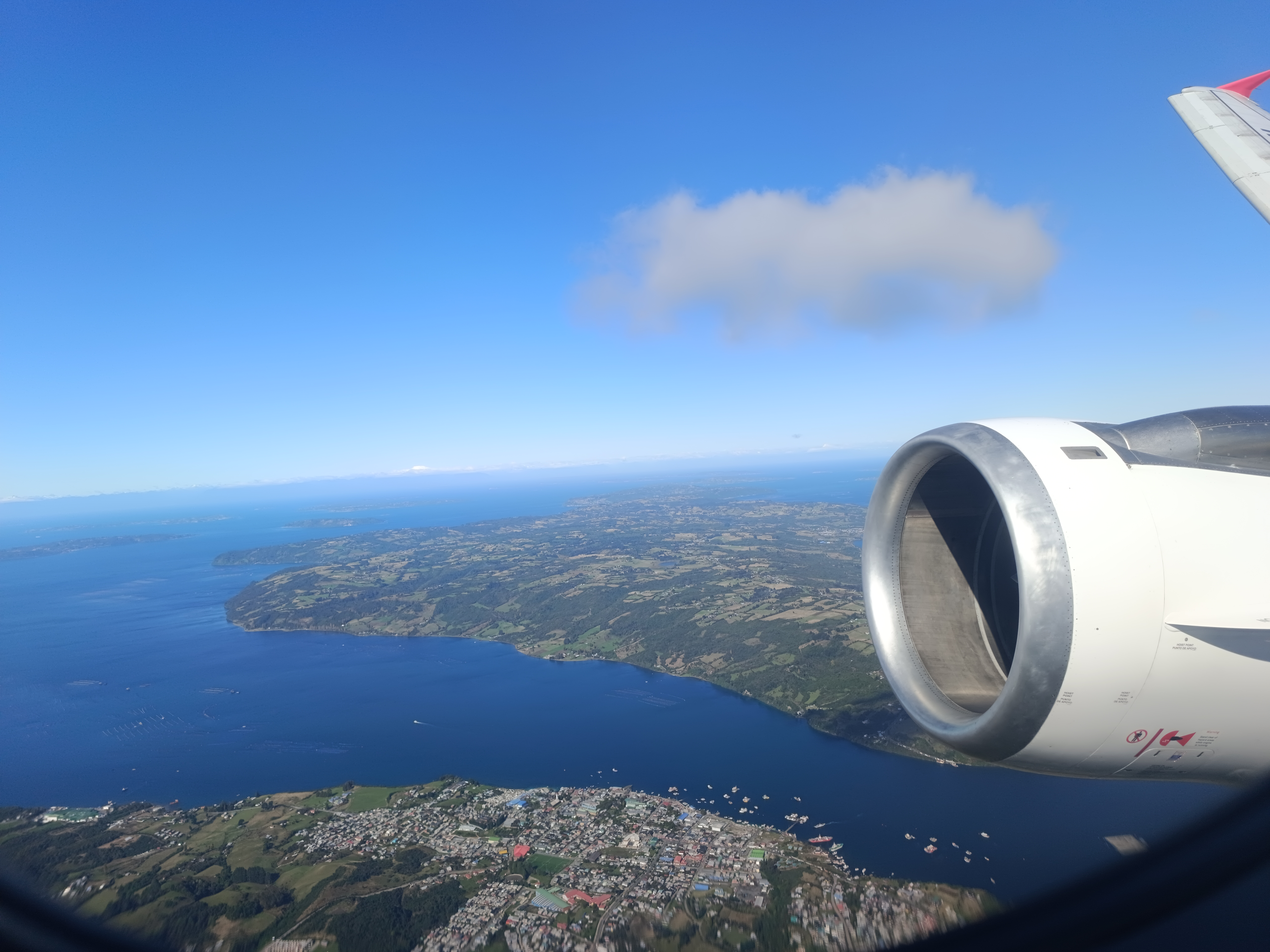
Vista aérea de Dalcahue, en el canal Dalcahue.

Las principales ciudades y pueblos son:
- Castro: 33.417 habitantes.[12] Fundada en 1567 es la ciudad más poblada de la isla, y la capital de la provincia de Chiloé desde 1982.[13]

- Ancud: 28.662[12] habitantes. Fundada en 1767, fue la capital de la provincia de Chiloé hasta 1982; y es la segunda ciudad más importante de la isla. Allí se encuentra el Museo Regional de Ancud, que conserva objetos históricos, artesanales y representaciones de seres mitológicos.[13]

- Quellón: 17.562[12] habitantes, es la tercera ciudad más grande de Chiloé. La ciudad fue fundada en 1906 por una compañía destilatoria que decayó en 1952. Su nombre original era Llauquil.[13]

- Dalcahue: 7.120[12] habitantes. Famoso por su feria artesanal que se efectúa los domingos por la mañana. Allí se pueden adquirir tejidos y cestería provenientes de las localidades vecinas. Es paso obligado para cruzar a la isla de Quinchao.[13]

- Chonchi: 5.632[12] habitantes. Fundada en 1754, es conocida como la «ciudad de los tres pisos», se caracteriza por sus construcciones en ciprés.[13]

- Queilen: 2.306[12] habitantes, es un puerto asentado en una larga península. Los jesuitas se radicaron en Queilen en el siglo XVIII, pero el pueblo solo pudo surgir a fines del siglo XIX. Se encuentra a casi media hora de Chonchi.[13]

- Quemchi: 2.492[12] habitantes. Es cuna de uno de los escritores más importantes de Chile, Francisco Coloane.[13]